# دلمه به
دلمه به یا به شکم پر (ترکی استانبولی: Ayva dolması) از به‌های پر شده با گوشت (بره) و برنج درست می‌شود. مواد تشکیل دهنده گوشت چرخ کرده، برنج، به، ملاس انگور، گشنیز، نمک و آب گرم است.